# Aguéievo (Perm)
|  | Per a altres significats, vegeu «Aguéievo». |

Aguéievo (en rus: Агеево) és un poble del krai de Perm, a Rússia, que en el cens del 2010 tenia 6 habitants.